# Hyalobathra coenostolalis
Hyalobathra coenostolalis is een vlinder uit de familie van de grasmotten (Crambidae). De wetenschappelijke naam van deze soort is voor het eerst voorgesteld als Botys coenostolalis door Pieter Snellen in een publicatie uit 1880.
De soort komt voor in India en Nepal.